# Wielopole Skrzyńskie (gmina)
Wielopole Skrzyńskie – gmina wiejska w województwie podkarpackim, w powiecie ropczycko-sędziszowskim. W latach 1975–1998 gmina położona była w województwie rzeszowskim.
Siedziba gminy to Wielopole Skrzyńskie.
W styczniu 2016 gminę zamieszkiwało 8391 osób

## Struktura powierzchni
Według danych z 2002 gmina Wielopole Skrzyńskie ma obszar 93,41 km², w tym:
- użytki rolne: 72%
- użytki leśne: 19%

Gmina stanowi 17,02% powierzchni powiatu.

## Demografia

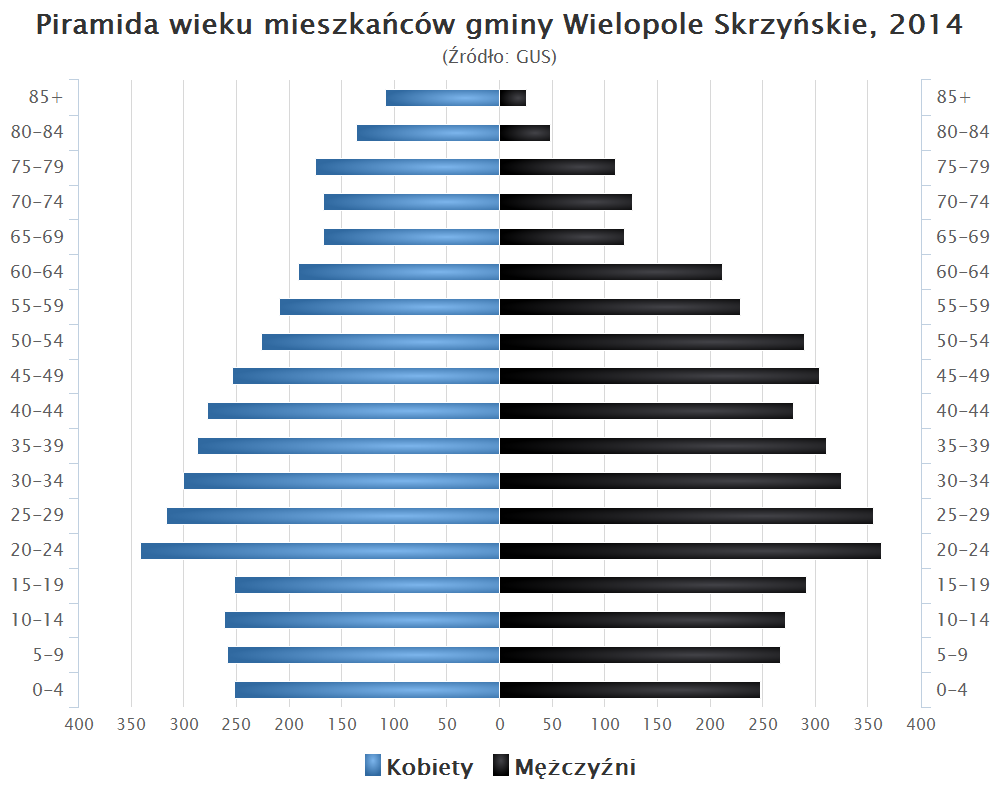
Piramida wieku mieszkańców gminy Wielopole Skrzyńskie w 2014

Dane z 15 stycznia 2016:
| Opis                              | Ogółem | Ogółem | Kobiety | Kobiety | Mężczyźni | Mężczyźni |
| --------------------------------- | ------ | ------ | ------- | ------- | --------- | --------- |
| jednostka                         | osób   | %      | osób    | %       | osób      | %         |
| populacja                         | 8391   | 100    | 4224    | 50,3    | 4167      | 49,7      |
| gęstość zaludnienia (mieszk./km²) | 89,7   | 89,7   | 45,15   | 45,15   | 44,5      | 44,5      |

## Sołectwa
Broniszów, Brzeziny, Glinik, Nawsie, Wielopole Skrzyńskie.

## Sąsiednie gminy
Brzostek, Czudec, Frysztak, Iwierzyce, Ropczyce, Sędziszów Małopolski, Strzyżów, Wiśniowa